# Henry Law (7e baron Ellenborough)
Major Henry Astell Law (11 juillet 1889 - 19 mai 1945), est membre de la Chambre des lords.

## Biographie
Il fait ses études au Collège d'Eton où il participe au Eton Shooting VIII et va à l'Académie royale militaire de Sandhurst. À la mort de son père, Cecil Law (6e baron Ellenborough), en 1931, il lui succède à la pairie.
Il est nommé officier dans le King's Own Yorkshire Light Infantry et sert pendant la Première Guerre mondiale. Law reçoit la Croix militaire  et est mentionné dans les dépêches à deux reprises pour bravoure . Il est promu au grade de major. Il est nommé garde du corps de Sa Majesté de l'Honorable Corps of Gentlemen at Arms en 1934 et lieutenant-adjoint du Dorset . Lord Ellenborough joue un rôle de premier plan dans les affaires locales du Dorset et il est président du Conseil pour la préservation de l'Angleterre rurale pour le comté.
Henry Astell Law épouse Helen Dorothy Lovatt en 1923, fille unique de HW Lovatt. Ils ont deux fils : Richard Law (8e baron Ellenborough) et l'hon. Cecil Towry Henry Law. Il est mort en 1945.